# Старка (напиток)
Ста́рка (пол. starka) — крепкий алкогольный напиток с содержанием спирта 40—43 % объёма и более, получаемый путём старения крепкой ржаной водки в дубовых бочках из-под вина с добавлением яблоневых и грушевых листьев, цветков липы.
Спирт для старки изготовлялся путём двойной дистилляции перебродившего ржаного сусла в перегонном кубе, что сближает производство старки с производством виски. Для более приятного вкуса бочки брались обязательно старые, уже один раз использовавшиеся для выдержки вина или портвейна и поэтому имеющие меньшую концентрацию танинов. Производилась кустарным способом (в помещичьих хозяйствах) в Польше, Литве, Белоруссии, в Украине и в западных областях России. Известна с XV века, популярность получила в XIX веке, когда появилась дешёвая водка, изготовляемая из картофеля, и старка стала считаться более ценным напитком.
Сейчас польские старки («Starka 10 letnia», «Starka Piastowska», «Starka Banquet», «Starka 50 letnia») от компании Polmos Szczecin изготовляется по старинной технологии и получается путём длительной — от 10 до 50 лет — выдержки неректифицированных ржаных спиртов в дубовых бочках из-под портвейна с добавлением яблоневых и грушевых листьев; также для выдержки важна стабильно низкая температура (12 градусов), для этого бочки помещают в подвалы с соответствующим микроклиматом. Первая старка этого завода была залита в 1947 году, в продажу поступила в 1955 году.
Из-за мирового финансового кризиса 2008 года компания Polmos Szczecin оказалась на грани банкротства, что поставило под угрозу производство традиционной старки, но в 2012 году компания была преобразована в Fabryka Wódek «Starka» spółka z o.o.
В Литве и России распространена горькая настойка «Старка», в составе которой ректифицированый спирт, вода, коньяк, портвейн и, главное, — настои на листьях яблонь и груш.

## «Старка» в России
«Старка» выпускается в России с 1931 года..
Характеристика напитка: светло-коричневый, со слегка жгучим вкусом и сложным ароматом, явно выраженным оттенком коньяка;
Награды:
1958 год — Золотая медаль на Международной выставке в Брюсселе.
2011 год — Золотая медаль на Международном дегустационном конкурсе «Лучшая водка — 2011» в Москве.
Горькая настойка «Старка» в России выпускается по лицензии ФКП «Союзплодоимпорт», являющегося правообладателем товарного знака «Starka».